# Brad Marchand
Bradley Kevin Marchand (Hammonds Plain, 11 maggio 1988) è un hockeista su ghiaccio canadese che gioca nel ruolo di ala.Ha giocato per i Boston Bruins, squadra con cui vinse la Stanley Cup nel 2011. Quest'anno dopo aver giocato 61 partite della Regular Season è passato ai Florida Panthers, squadra con la quale sta disputando i Playoff, mentre i Bruins sono arrivati ultimi e non disputano il Playoff.